# Мойнакское озеро
Мойна́кское о́зеро (также Майна́кское о́зеро и Большое Отар-Майнакское озеро (укр. Мойнацьке озеро, крымскотат. Moynaq gölü, Мойнакъ голю) — озеро в Крыму, в черте города Евпатории, с высокоминерализованной водой — рапой. На дне озера залегают лечебные грязи (илы), используемые в лечебных целях. Грязи являются одним из сильнодействующих лечебных средств курорта. Грязи озера принесли Евпатории славу бальнеологического курорта. Тип общей минерализации — солёное. Происхождение — лиманное. Группа гидрологического режима — бессточное.

## География
Озеро Мойнаки расположено на западной окраине Евпатории. Озеро вытянуто с юга на север, перпендикулярно береговой линии моря. Длина озера — 1,85 км, наибольшая ширина — 0,89 км, глубина от 45 см до 1 м. Площадь поверхности — 1,76 км², площадь водосборного бассейна — 30,6 км².
Более 5 тысяч лет назад это был морской залив, который в результате длительных геологических процессов отделился от моря песчаной косой — пересыпью — шириной около 300 м. Уровень воды в озере лиманного типа — ниже морского на 25—30 см.
Берега озера невысокие. Восточный берег песчаный, полого спускается к воде и вследствие этого удобен для купания.
На дне залегает толща донных отложений: илистые чёрные в верхнем слое, затем серые и стально-серые, иногда с голубоватым оттенком. Высшая водная растительность развивается успешно лишь в опреснённых верховьях озёра и у выходов маломинерализованных подземных вод. Озеро зарастает водной растительностью преимущественно на опреснённых участках — в лагунах у пересыпей, в устьях впадающих балок, в зоне выходов подземных вод. Тут интенсивно развиваются различные водоросли, вплоть до цветения воды. В некоторые годы водоросли придают летом озёрной рапе красноватый или зеленоватый оттенок.
Среднегодовое количество осадков — около 400 мм. Питание: смешанное — поверхностные и подземные воды Причерноморского артезианского бассейна, морские фильтрационные воды.
В последние годы стремительная урбанизация лечебных местностей, расширение строительства здравниц и жилых кварталов на побережье и в зоне лечебных озёр, повышение уровня грунтовых вод, вызванное стоками поливных земель — всё это нарушило естественный режим, свойственный природе закрытых водоёмов. Лиманы стали быстро опресняться и загрязняться. Повысился уровень грунтовых вод, нарушая естественные процессы и экосистему озера, минерализация рапы уменьшается, что грозит потерей лечебных свойств озера, а Евпатория потеряет статус бальнеологического курорта — для 70 % лечащихся отдыхающих основой лечения являются целебные свойства озера Мойнаки.
Самая северная оконечность озера является технологической частью грязелечебницы «Мойнаки», здесь расположены бассейны регенерации лечебной грязи грязелечебницы, в эту часть осуществляется сброс послепроцедурных вод с грязелечебницы.
В 2005 году Управление капитального строительства Евпатории разрабатывало очередной проект по защите Мойнакского озера. Планировалось соорудить восьмикилометровую дамбу и дренажно-оградительный коллектор. Цена такого проекта — около 9 млн гривен.
В январе 2012 года Евпаторийский горсовет представил проект застройки прибрежной зоны озера коттеджами и многоэтажными жилыми домами, но по мнению инициативной группы по спасению озера, «тогда озеру придет конец».

## История
Евпаторийские врачи С. И. Ходжаш и С. П. Цеценовский, наблюдая успехи бальнеотерапии и грязелечения в Саках, задумались о создании в Евпатории грязелечебницы. Для этих целей они взяли в аренду на 40 лет Мойнакское озеро. В 1886 году построено здание лечебницы по проекту архитектора Бернардацци. Началось водолечение, с 1887 года стали отпускать грязевые процедуры.
30 января 1944 года в ходе боя против конвоя повреждённый самолет-торпедоносец Бостон Героя Советского Союза генерала Н. А. Токарева был сбит и упал (по другим источникам — осуществил вынужденную посадку) в озеро Мойнаки. После освобождения города погибший генерал похоронен в Евпатории.
Мало известен факт, что 1957 году король Афганистана Захир-шах посетил Евпаторию и совершил намаз на берегу озера Мойнаки. Дело в том, что по совету Николая II его мать, королева Мах Парвар Бегум в 1910-х годах лечилась в грязелечебнице «Мойнаки» от бесплодия.
В 1988 году по северо-западному берегу озера была проложена узкоколейная Евпаторийская детская железная дорога длиной 4,6 км. В 1991 году она была разобрана из-за протестов экологов, как нарушающая экосистему Мойнак.

## Рапа
Постоянное испарение мелководного лимана создало условия для появления рапы — концентрированной, насыщенной солями воды, компонентами которой являются хлориды натрия, калия и магния, различные органические вещества (продукты жизнедеятельности жаброногого рачка Artemia salina, единственного обитателя озера), соединения сернокислого и углекислого кальция, гидрокарбоната кальция, йодистого калия, а также микроэлементы: золото, уран, стронций, мышьяк, марганец и другие. Больше всего в рапе поваренной соли (в среднем с хлористым калием 78-80 %).
Рапа желтоватого цвета с резким запахом, отдающая сероводородом, обладает большой плотностью. В каждом её литре содержится 150—180 г солей, то есть в несколько раз больше, чем в морской воде.
Лечебная грязь озера Мойнаки
За сотни лет на дне Мойнакского озера образовалась лечебная иловая грязь — слой толщиной от 13 до 80 см. Грязеобразование — сложный химический и биологический процесс, в нём участвуют особые микроорганизмы, соли, глина, песок и так далее. Лечебная грязь представляет собой синевато-чёрную, маслянистую, вязкую массу с запахом сероводорода.
Целебные свойства грязи определяются особыми веществами сложной консистенции, из которых она состоит. В их состав входят вода, нерастворимые (кремнезём, глинозём, окиси железа, калия, закись марганца и прочие), растворимые (хлористый натрий, магний, различные соли и другие), органические вещества (жиры, жирные кислоты, остатки разложившихся животных и растительных организмов). Вся эта масса насыщена сероводородом. Грязи обладают также радиоактивностью, в чём видят одну из главных причин их эффективности. Кроме того, в них присутствуют биогенные стимуляторы — вещества, усиливающие сопротивляемость организма к различным болезням, — и липиды, обладающие противовоспалительным и бактерицидным действием.
Во время Великой Отечественной войны оккупанты вывезли из Сакского и Мойнакского озёр огромное количество лечебной грязи. До сих пор вывезенная грязь хранится в Альпах, в специально вырубленных ваннах; поддерживается её микрофлора, делаются выжимки.

## Влияние грязи на организм
Грязь, наложенная на тело, поглощает с его поверхности посторонние частицы, очищая тем самым кожу и улучшая её деятельность. На организм процедура оказывает комплексное влияние. Нервные окончания кожи передают раздражение в кору головного мозга, регулирующую жизненные процессы организма. Ускоряется кровоток и наполнение кровеносных сосудов, учащаются пульс и дыхание, в нервной, эндокринной и других системах организма происходят сложные процессы. Активизируются силы, способные победить болезнь. Каждый человек воспринимает грязевые процедуры индивидуально. Грязелечение имеет противопоказания. Среди отдыхающих, занимающихся самостоятельным грязелечением, часты сердечные приступы. Грязевые процедуры, рапные и другие ванны относятся к высокоактивным способам лечения, поэтому без врачебных назначений их принимать нельзя.